# Plazy
Plazy är en ort i Tjeckien.   Den ligger i regionen Mellersta Böhmen, i den centrala delen av landet, 50 km nordost om huvudstaden Prag. Plazy ligger 224 meter över havet och antalet invånare är 338.
Terrängen runt Plazy är platt. Runt Plazy är det ganska glesbefolkat, med 30 invånare per kvadratkilometer. Närmaste större samhälle är Mladá Boleslav, 5,1 km väster om Plazy. Trakten runt Plazy består till största delen av jordbruksmark.